# NTN-SNR Roulements
NTN-SNR Roulements ist ein französischer Hersteller von Wälzlagern und Bauteilen der Lineartechnik. Produkte von NTN-SNR finden Anwendung in der Fahrzeugindustrie, in der Montan- und Hüttenindustrie und in Werkzeugmaschinen. SNR Roulements verlor bereits 1946 seine Eigenständigkeit und wurde von Renault aufgekauft. 2008 übernahm der japanische Wälzlagerhersteller NTN SNR und änderte den Namen in NTN-SNR Roulements.